# Salem (Illinois)
Salem è un comune degli Stati Uniti d'America, situato nell'Illinois, nella contea di Marion, della quale è anche il capoluogo.